# Jaime Lusinchi
Jaime Ramón Lusinchi (ur. 27 maja 1924 w Clarines, zm. 21 maja 2014 w Caracas) – wenezuelski polityk i lekarz pediatra, działacz partii Akcja Demokratyczna.
Z powodu swoich poglądów politycznych musiał udac się na emigrację, kiedy w roku 1945 doszło do zamachu stanu pod przywództwem Carlosa Delgado. Po upadku dyktatury tegoż powrócił wraz z pozostałymi członkami partii. Obejmował urząd jej sekretarza generalnego w okresach 1952–1960 oraz 1981–1982. W 1978 wystartował w wyborach prezydenckich, lecz nie wygrał. 2 lutego 1984 został ostatecznie prezydentem Wenezueli. Sprawował tę funkcję do 2 lutego 1989.